# Kateb Yacine
Kateb Yacine (arabiska: كاتب ياسين), född den 2 augusti 1929 i Constantine, Algeriet, död den 28 oktober 1989 i Grenoble, Frankrike, var en algerisk författare.

## Biografi
Kateb Yacine föddes i Constantine 1929 i en berbisk familj. Han växte upp i orten Sedrata, där han började skolan 1937. Efter att hans familj flyttat till Bougaa 1938 bytte han till en fransk skola där. Från 1941 fortsatte Yacine sina studier på en internatskola i Sétif.
Den 8 maj 1945 deltog Yacine i demonstrationer för Algeriets självständighet från det franska kolonialstyret, vartefter han fängslades utan rättegång i två månader. Under fängelsetiden har Yacine själv sagt att han upptäckte sitt livs två stora passioner, revolutionen och poesin. Han publicerade sin första diktsamling, Soliloques, 1946. Året därpå gick han med i Algeriets kommunistiska parti (PCA) och besökte Paris för första gången. Mellan 1949 och 1951 jobbade han som journalist för dagstidningen Alger républicain, och skrev bland annat artiklar från Saudiarabien och Sudan.
Efter Algerietrevoltens början tvingades Yacine fly landet för att undvika förtrycket från den franska underrättelsetjänsten, DST. Från revoltens inledande till dess att Algeriet vann sin självständighet 1962 verkade han i Frankrike, Belgien, Tyskland, Italien, Jugoslavien, Sovjetunionen och Egypten. Även efter detta reste han dock under åren 1963-1967 frekvent mellan Sovjetunionen, Frankrike och Tyskland. 1967 reste han till Vietnam, där Vietnamkriget pågick, och skrev L'Homme aux sandales de caoutchouc, en pjäs om den vietnamesiske självständighetsledaren Ho Chi Minh.
1970 återvände Yacine till sitt hemland för att bosätta sig permanent under en tid. Han slutade även skriva på franska, vilket han tidigare gjort, och började istället jobba med folkliga pjäser, epos och satir, skrivna på dialektal arabiska. 1986 tilldelades han utmärkelsen Le grand prix national des Lettres av franska kulturministeriet.
Hans roman Nedjma anses ofta ha grundat den algeriska litteraturen.

## Översättningar till svenska
- Nedjma (översättning Åsa Narath-Styrman, Tiden, 1962)